# Japán az 1956. évi téli olimpiai játékokon
Japán az olaszországi Cortina d’Ampezzóban megrendezett 1956. évi téli olimpiai játékok egyik részt vevő nemzete volt. Az országot az olimpián 5 sportágban 10 sportoló képviselte, akik összesen 1 érmet szereztek.

## Érmesek
| Érem  | Versenyző     | Sportág  | Versenyszám      |
| ----- | ------------- | -------- | ---------------- |
| Ezüst | Igaja Csiharu | Alpesisí | Férfi műlesiklás |

## Alpesisí
Férfi
| Versenyző          | Versenyszám      | 1. futam | 1. futam | 2. futam | 2. futam | Összesítés | Összesítés |
| Versenyző          | Versenyszám      | Idő      | Hely.    | Idő      | Hely.    | Idő        | Helyezés   |
| ------------------ | ---------------- | -------- | -------- | -------- | -------- | ---------- | ---------- |
| Igaja Csiharu      | Lesiklás         |          |          |          |          | kizárták   | kizárták   |
| Igaja Csiharu      | Műlesiklás       | 1:30,2   | 6.       | 1:48,5   | 2.       | 3:18,7     |            |
| Igaja Csiharu      | Óriás-műlesiklás |          |          |          |          | 3:15,6     | 11.*       |
| Szugijama Szuszumu | Lesiklás         |          |          |          |          | 3:39,1     | 28.        |
| Szugijama Szuszumu | Műlesiklás       | 1:51,0   | 38.      | 2:26,0   | 37.      | 4:17,0     | 33.        |
| Szugijama Szuszumu | Óriás-műlesiklás |          |          |          |          | 3:40,8     | 45.        |

* - egy másik versenyzővel azonos eredményt ért el

## Északi összetett
| Versenyző       | Síugrás  | Síugrás  | Síugrás  | Síugrás  | Síugrás  | Síugrás  | Síugrás | Síugrás | Sífutás       | Sífutás       | Sífutás       | Összesítés | Összesítés |
| Versenyző       | 1. ugrás | 1. ugrás | 2. ugrás | 2. ugrás | 3. ugrás | 3. ugrás | Össz.   | Össz.   | Sífutás       | Sífutás       | Sífutás       | Összesítés | Összesítés |
| Versenyző       | Távolság | Pont     | Távolság | Pont     | Távolság | Pont     | Pont    | Hely.   | Idő           | Pont          | Hely.         | Pont       | Helyezés   |
| --------------- | -------- | -------- | -------- | -------- | -------- | -------- | ------- | ------- | ------------- | ------------- | ------------- | ---------- | ---------- |
| Josizava Hirosi | 69,5     | (98,0)   | 76,5     | 106,5    | 74,0     | 104,0    | 210,5   | 5.*     | nem ért célba | nem ért célba | nem ért célba | kiesett    | kiesett    |
| Szató Kóicsi    | 66,0     | (93,0)   | 68,0     | 98,0     | 65,5     | 93,5     | 191,5   | 23.     | 1:08:21       | 193,400       | 35.           | 384,900    | 33.        |

* - egy másik versenyzővel azonos eredményt ért el

## Gyorskorcsolya
| Versenyző           | Versenyszám | Eredmény | Helyezés |
| ------------------- | ----------- | -------- | -------- |
| Aszazaka Takecugu   | 500 m       | 43,1     | 22.**    |
| Aszazaka Takecugu   | 1500 m      | 2:15,4   | 21.      |
| Aszazaka Takecugu   | 5000 m      | 8:23,6   | 28.*     |
| Aszazaka Takecugu   | 10 000 m    | 17:35,3  | 22.      |
| Hori Jositaki       | 500 m       | 42,8     | 17.***   |
| Hori Jositaki       | 1500 m      | 2:15,9   | 23.      |
| Hori Jositaki       | 5000 m      | 8:53,5   | 46.      |
| Takabajasi Kijotaka | 500 m       | 43,6     | 30.*     |
| Takemura Sinkicsi   | 500 m       | 42,4     | 11.*     |
| Takemura Sinkicsi   | 1500 m      | 2:18,3   | 36.      |
| Gomi Josijaszu      | 1500 m      | 2:19,2   | 39.*     |
| Gomi Josijaszu      | 5000 m      | 8:22,2   | 27.      |
| Gomi Josijaszu      | 10 000 m    | 17:35,9  | 23.      |

* - egy másik versenyzővel azonos eredményt ért el

** - két másik versenyzővel azonos eredményt ért el

*** - három másik versenyzővel azonos eredményt ért el

## Sífutás
Férfi
| Versenyző   | Versenyszám | Eredmény | Helyezés |
| ----------- | ----------- | -------- | -------- |
| Mijao Tacuo | 15 km       | 56:59    | 48.      |
| Mijao Tacuo | 30 km       | 1:55:40  | 28.      |
| Mijao Tacuo | 50 km       | 3:25:47  | 25.      |

## Síugrás
| Versenyző       | 1. ugrás | 1. ugrás | 1. ugrás | 2. ugrás | 2. ugrás | 2. ugrás | Összesítés | Összesítés |
| Versenyző       | Távolság | Pont     | Hely.    | Távolság | Pont     | Hely.    | Pont       | Helyezés   |
| --------------- | -------- | -------- | -------- | -------- | -------- | -------- | ---------- | ---------- |
| Szató Kóicsi    | 68,0     | 91,0     | 36.**    | 66,0     | 87,5     | 41.*     | 178,5      | 39.        |
| Josizava Hirosi | 80,5     | 106,5    | 9.       | 74,0     | 98,5     | 18.*     | 205,0      | 13.        |

* - egy másik versenyzővel azonos eredményt ért el

** - két másik versenyzővel azonos eredményt ért el